# Cerepovo, Haskovo
Cerepovo (în bulgară Черепово) este un sat în comuna Harmanli, regiunea Haskovo,  Bulgaria. 

## Demografie
Componența etnică a satului Cerepovo
     Bulgari (71,5%)
     Romi (26,34%)
     Nicio identificare (2,15%)
     Altele (0%)
La recensământul din 2011, populația satului Cerepovo era de 186 locuitori. Din punct de vedere etnic, majoritatea locuitorilor (71,5%) erau bulgari, cu o minoritate de romi (26,34%). Pentru 2,15% din locuitori nu este cunoscută apartenența etnică.